# Ordine di Sant'Andrea
L'Ordine Imperiale di Sant'Andrea apostolo "il primo chiamato" (in russo: Орден Святого апостола Андрея Первозванного) fu il primo ed il più alto degli ordini dell'Impero russo, fondato dallo zar Pietro il Grande nel 1698. L'onorificenza venne abolita dopo il crollo dell'Impero russo e sotto il governo dell'URSS, venendo ripristinata nel 1998 come maggiore onorificenza concessa dallo stato russo.

## Storia

### L'Ordine durante l'Impero russo

#### La fondazione dell'Ordine e l'epoca di Pietro il Grande

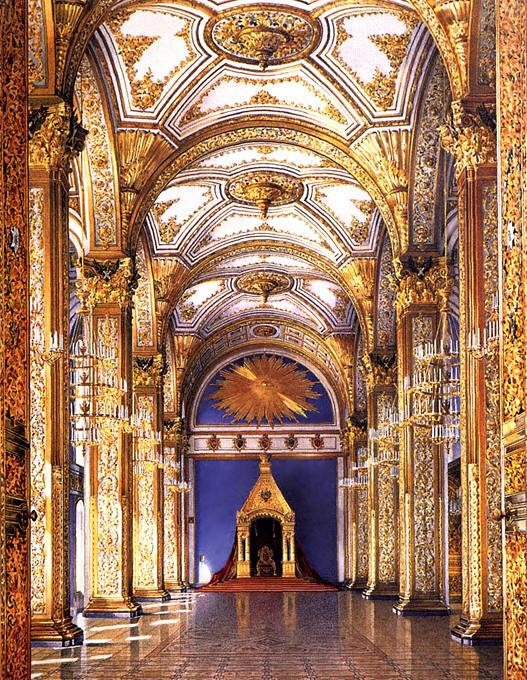
Sala dell'ordine di Sant'Andrea al palazzo del Cremlino.

Nel corso del suo soggiorno in Inghilterra, lo zar Pietro I di Russia ricevette diverse decorazioni come simbolo di buona apertura delle monarchie occidentali nei confronti della Russia che stava tentando di uscire dal proprio secolare isolamento. Nel gennaio del 1698, lo zar ricevette tra gli altri l'Ordine della Giarrettiera per mano di Guglielmo III d'Inghilterra. Nel corso della sua visita in Gran Bretagna, scoprì l'esistenza dell'Ordine del Cardo, una distinzione onorifica creata nel 1503 da re Giacomo IV di Scozia. Questo ordine era stato posto sotto la diretta protezione di Sant'Andrea apostolo, patrono della Scozia ed assieme al fiore del cardo uno dei simboli nazionali. Pietro I si rese conto che ancora alla fine del XVII secolo, la Russia non possedeva alcuna onorificenza nazionale né un ordine dinastico e per questo motivo decise di trarre ispirazione dalla decorazione scozzese per istituirne uno nella propria patria.
Una volta ritornato in Russia il 30 novembre 1698, infatti, fu lo stesso Pietro I di Russia ad istituire questa onorificenza dedicandola e ponendola sotto la protezione di sant'Andrea, primo apostolo di Gesù Cristo e santo patrono della Russia. Esso aveva una sola classe ed era concesso unicamente ai più eminenti tra i cittadini e i militari.
Fyodor Golovin fu il primo cavaliere dell'ordine e sino alla sua abolizione, con la rivoluzione russa del 1917, vennero creati poco meno di cento cavalieri. Durante la monarchia, coloro che ricevevano questo ordine, automaticamente ricevevano anche tutte le altre onorificenze russe: Ordine di Sant'Aleksandr Nevskij, ordine dell'Aquila Bianca, ordine di Sant'Anna e ordine di San Stanislao (è bene precisare che gli ordini dell'Aquila Bianca e di San Stanislao erano di collazione della Polonia, ma erano passati alla Russia dopo che questa l'aveva conquistata). Successivamente coloro che ricevevano questa onorificenza venivano anche automaticamente promossi al grado di luogotenente generale o vice ammiraglio se già in precedenza erano stati militari. Venne anche stabilito che questa onorificenza spettasse automaticamente a tutti i principi di sangue della casata imperiale russa dal giorno del loro battesimo.

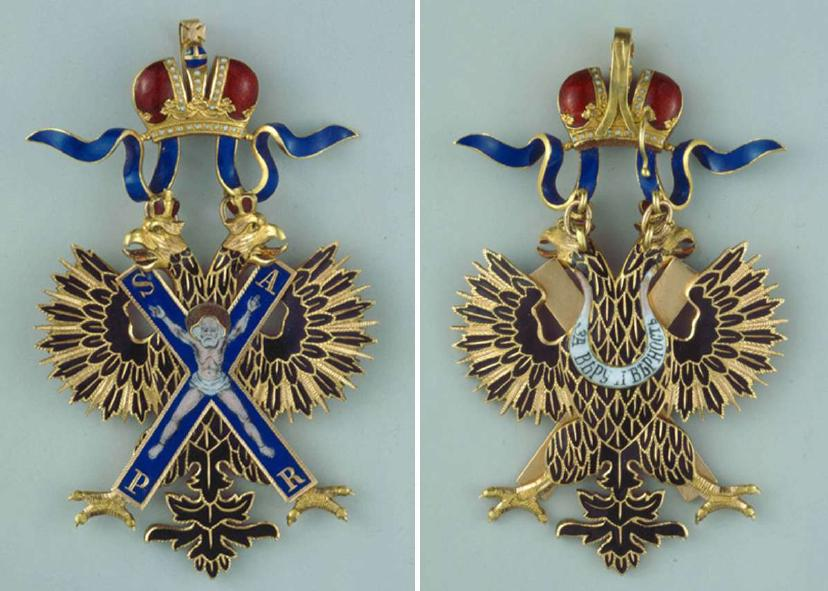
L'insegna con gioielli dell'ordine di Sant'Andrea, al diritto (sinistra) e rovescio (destra).

I cavalieri dell'Ordine, ai sensi della Carta Costituzionale del medesimo, dovevano possedere il rango più alto di nobiltà e dovevano avere il massimo grado militare. I cavalieri erano tenuti ad avere un comportamento morale che identificasse l'importanza di questa concessione onorifica pena la requisizione dell'onorificenza ed inoltre il numero degli insigniti non poteva essere superiore a 24, di cui almeno la metà dovevano essere di nazionalità russa.
Le prime concessioni dell'Ordine fatte da Pietro I furono principalmente a generali militari e uomini d'arme che lo aiutarono a rinsaldare i confini dello stato dall'ingerenza del Regno di Svezia e dal suo espansionismo. Lo stesso Pietro I si consegnò le insegne dell'Ordine solo nel 1703, divenendo quindi solo il settimo cavaliere dell'Ordine in quanto aveva sempre detto di non ritenersi degno di poter portare le insegne dell'Ordine da lui stesso fondato. Lo zar ritenne di poter meritare l'onorificenza solo a seguito dell'assedio della fortezza di Nöteborg dove, assieme all'amico il tenente generale Alexandre Danilovitch Menchikov, lo zar aveva capitanato personalmente i soldati dei reggimenti Préobrajensky e Semionovsky, imbarcati su trenta vascelli, nella notte del 1 maggio 1703, sopportando il violento contrattacco svedese. Questo eroico fatto di guerra convinse Pietro I di essere degno di ricevere l'onorificenza, concedendola personalmente anche ad Alexandre Danilovitch Menchikov, a Gavriil Ivanovitch Golovkine, ed all'ammiraglio Fiodor Alekseïevitch Golovine.

##### Le medaglie commemorative
Con l'istituzione dell'Ordine di Sant'Andrea, Pietro I decise nel 1706 di istituire anche una serie di medaglie commemorative da portare appese alla fascia dell'Ordine stesso (per gli insigniti) oppure appuntate al petto come normali medaglie (per i non insigniti) per commemorare particolari eventi di cui gli insigniti si erano resi partecipi e che avevano segnato la storia della Russia sotto il suo regno. Queste medaglie vennero assegnate esclusivamente a militari dato che l'attività bellica sotto il regno di Pietro il Grande fu particolarmente intensa e bisognosa di ricompense per i generali più illustri. Le medaglie vennero create in oro per gli ufficiali ed in argento per i sottufficiali e la truppa.
L'evento scatenante per l'istituzione di queste medaglie fu la battaglia di Kalisz del 19 ottobre 1706 quando l'esercito russo al comando del tenente generale Alexandre Danilovitch Menchikov, al termine del vittorioso combattimento, venne ricompensato con le prime onorificenze.
Pietro I di Russia fece realizzare le seguenti medaglie commemorative legate all'Ordine di Sant'Andrea:
- Battaglia di Kalisz, 19 ottobre 1706.
- Battaglia di Lesnaya, 28 settembre 1708.
- Battaglia di Poltava, 8 luglio 1709.
- Battaglia di Gangut, 27 luglio - 6 agosto 1714.
- Presa di quattro fregate svedesi, 1720.
- Trattato di Nystad, siglato il 30 agosto 1721[2].

##### Ammissioni e pensioni
Per appartenere all'Ordine, sin dalla su creazione, Pietro I dispose che ogni insignito versasse una quota di 500 rubli così da costituire un fondo cassa a favore dell'Ordine a cui apparteneva e solo gli stranieri insigniti dell'onorificenza o coloro ai quali lo zar avesse dato specifica concessione avevano diritto di entrarvi gratuitamente. Le somme raccolte erano destinate agli orfanotrofi di Mosca e di San Pietroburgo. Venne stabilito inoltre che ciascun insignito russo avrebbe ottenuto tra gli 800 ed i 1000 rubli annui di pensione da parte del governo..
Pietro I di Russia concesse tale onorificenza in tutto 38 volte durante il proprio regno.

### Caterina I
L'imperatrice Caterina I di Russia concesse l'Ordine di Sant'Andrea con una oculatezza ancora maggiore di quella che aveva tributato suo marito all'istituzione, onorando solo 18 persone durante il proprio regno, di cui 6 erano personalità straniere meritevoli.

### Ivan VI

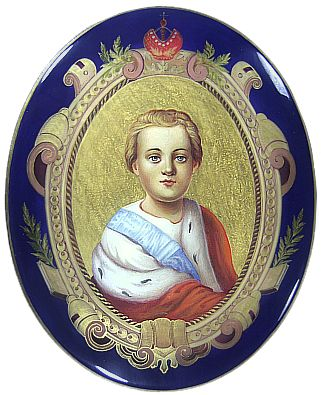
Ivan VI di Russia con indosso la fascia dell'Ordine di Sant'Andrea

Proclamato zar il 17 ottobre 1740, all'età di solo pochi mesi, Ivan VI di Russia ricevette l'Ordine di Sant'Andrea. Fu all'epoca che venne ufficialmente stabilita la consuetudine di concedere l'onorificenza alla nascita a ciascun membro maschio della famiglia Romanov, tramutando quindi l'ordine anche in una onorificenza dinastica strettamente legata alla famiglia degli zar. Come il piccolo zar, anche per i successivi infanti decorati venne prevista la realizzazione di insegne dell'Ordine su misura.

### Anna I

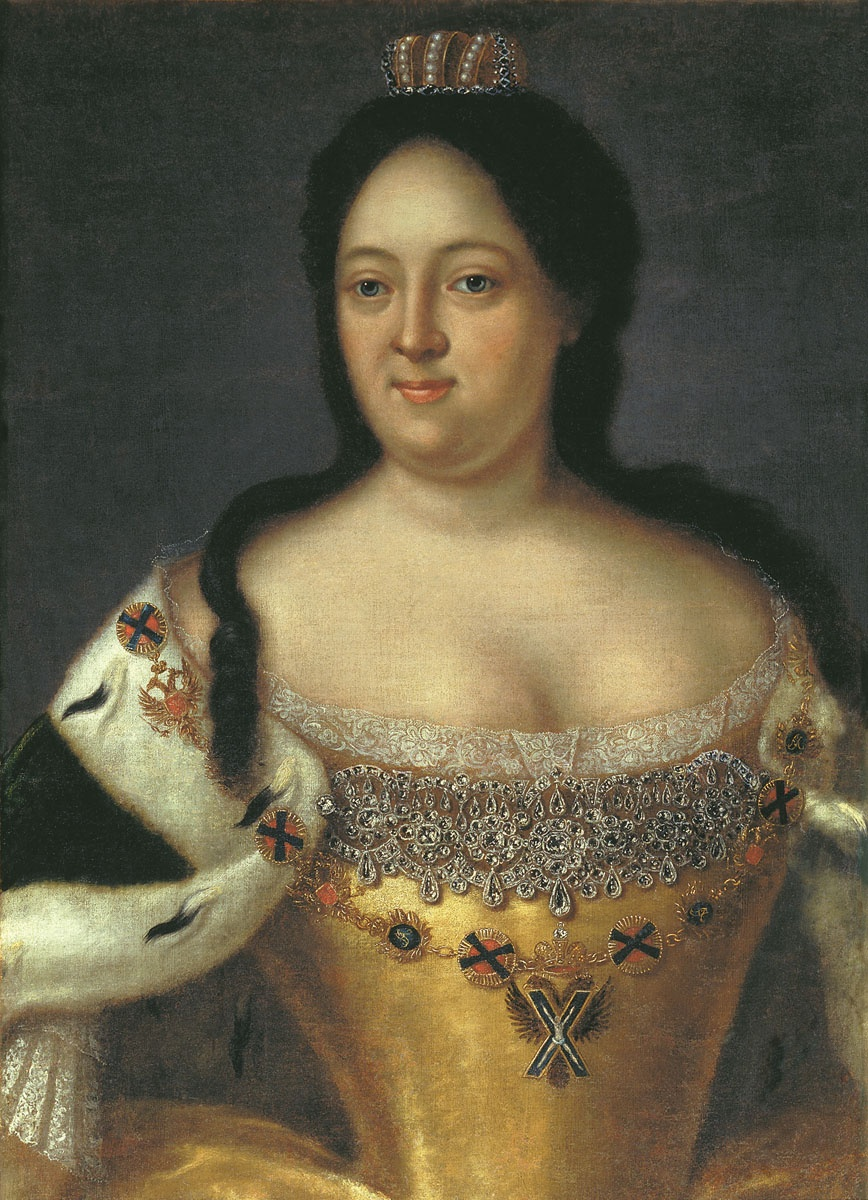
La zarina Anna I di Russia con il collare dell'Ordine di Sant'Andrea, ritratto di Johann Heinrich Wedekind (1674-1736)

La zarina Anna I di Russia fu la prima ad apportare delle modifiche sul collare dell'Ordine di Sant'Andrea. Fu durante il suo regno che il numero degli insigniti salì a 24 tra cui personalità di spicco dell'epoca quali Ernst Johann von Biron, suo figlio Peter von Biron, Burckhardt Christoph von Münnich, Carl Gustav Levenvolde e diversi altri favoriti dell'imperatrice che per sua mano vennero decorati.

### Elisabetta I
Il 14 febbraio 1742, Elisabetta I di Russia creò una nuova medaglia per l'Ordine di Sant'Andrea, con l'intento di onorare anche e soprattutto il suo fondatore Pietro I. La medaglia aveva l'aspetto seguente: un cerchio d'oro con al centro un medaglione rosso con inscritto il monogramma di Pietro I di Russia in lettere d'oro ("P", in cirillico "П"). Il medaglione venne sormontato da una corona d'oro a smalti colorati accompagnata da trofei d'oro a simboleggiare le vittorie del defunto zar.
Nel corso del suo regno, Elisabetta I di Russia concesse 83 insegne dell'Ordine di Sant'Andrea.

### Pietro III
Nel corso dei suoi sei mesi di regno, Pietro III di Russia concesse 15 decorazioni dell'Ordine di Sant'Andrea tra cui il colonnello (futuro maresciallo) Pëtr Rumjancev.

### Caterina II

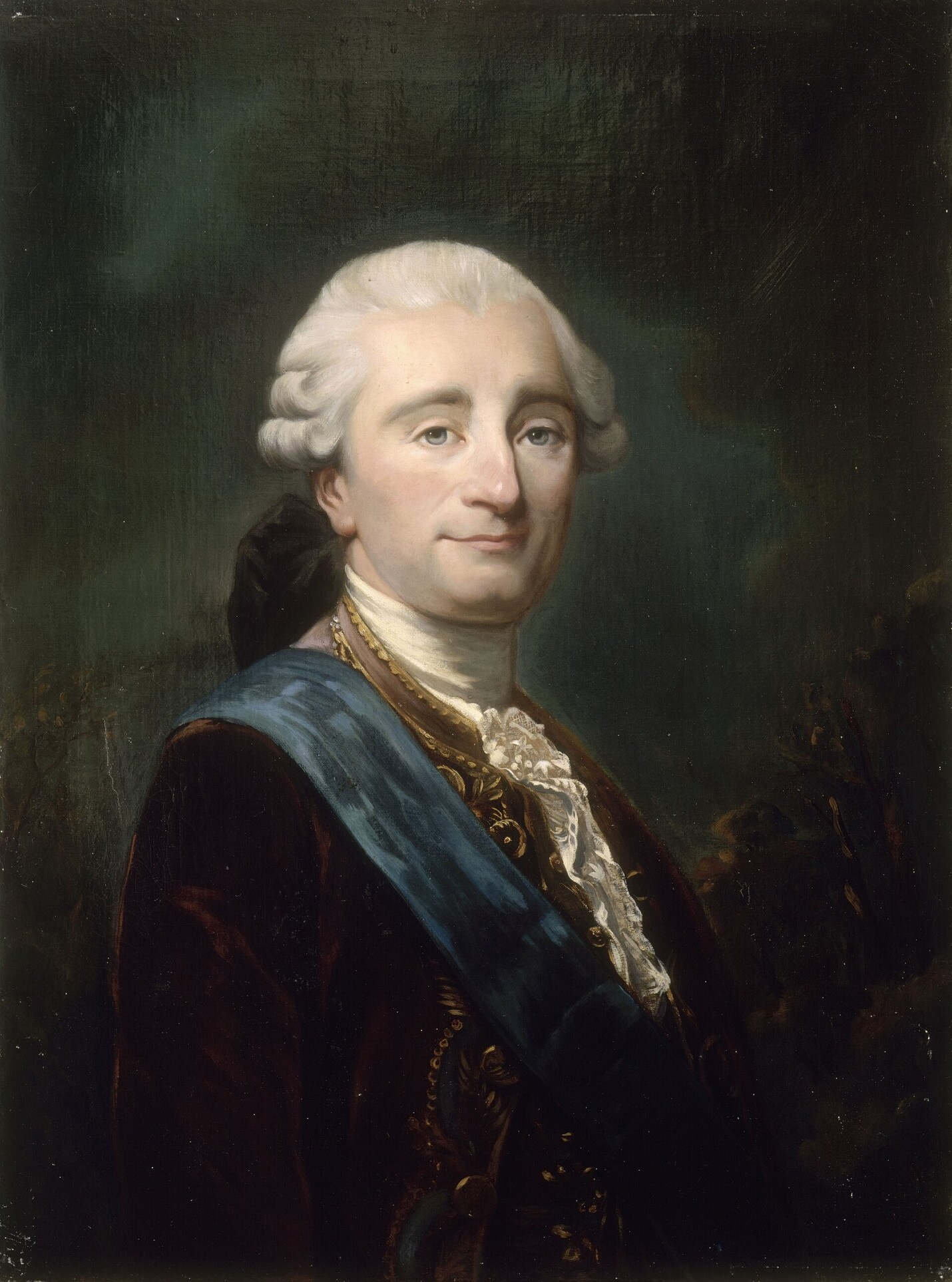
Il conte François-Emmanuel Guignard de Saint-Priest, ambasciatore di Luigi XV a San Pietroburgo, fu tra gli insigniti dell'Ordine

In unione con lo zarevic Carlo Pietro Ulrico di Holstein-Gottorp, la futura Caterina II di Russia, a più riprese, tentò di ottenere dalla zarina Elisabetta I di Russia l'Ordine di Sant'Andrea per suo padre, il principe Cristiano Augusto di Anhalt-Zerbst. Morto nel 1747 prima dell'ascesa al trono di Russia di sua figlia, il principe non riuscì mai ad ottenere l'ambita onorificenza.
Quando Caterina II salì al trono autonomamente dopo il colpo di stato ai danni del marito, furono in tutto 100 le personalità onorate dell'Ordine di Sant'Andrea per suo decreto tra cui il suo amante Grigorij Orlov, il conte Ivan Saltykov, il futuro re di Polonia, Stanislao Augusto Poniatowski, Alexandre Semionovitch Vassiltchikov, il principe Grigorij Potëmkin, il principe Platon Aleksandrovič Zubov, il generale Pëtr Ivanovič Melissino.
Tra le altre personalità che saggiamente la zarina insignì di questa onorificenza spiccavano diplomatici internazionali, generali e uomini politici. Tra questi citiamo il generale e diplomatico Nikolaj Vasil'evič Repnin, il maresciallo-conte Nikolaj Ivanovič Saltykov, il feldmaresciallo Aleksandr Vasil'evič Suvorov, gli ammiragli G.A. Spiridonov, Samuel Greig, Vassili Iakovlevitch Tchitchagov, Alexeï Naoumovitch Seniavine, il francese François-Emmanuel Guignard de Saint-Priest e molti altri.
Caterina II di Russia fu l'ultima monarca di Russia a ricevere l'Ordine di Sant'Andrea al momento della sua incoronazione. Tutti i suoi successori (che furono tutti maschi) ricevettero l'onorificenza il giorno stesso della loro nascita.

#### Il servizio da tavola

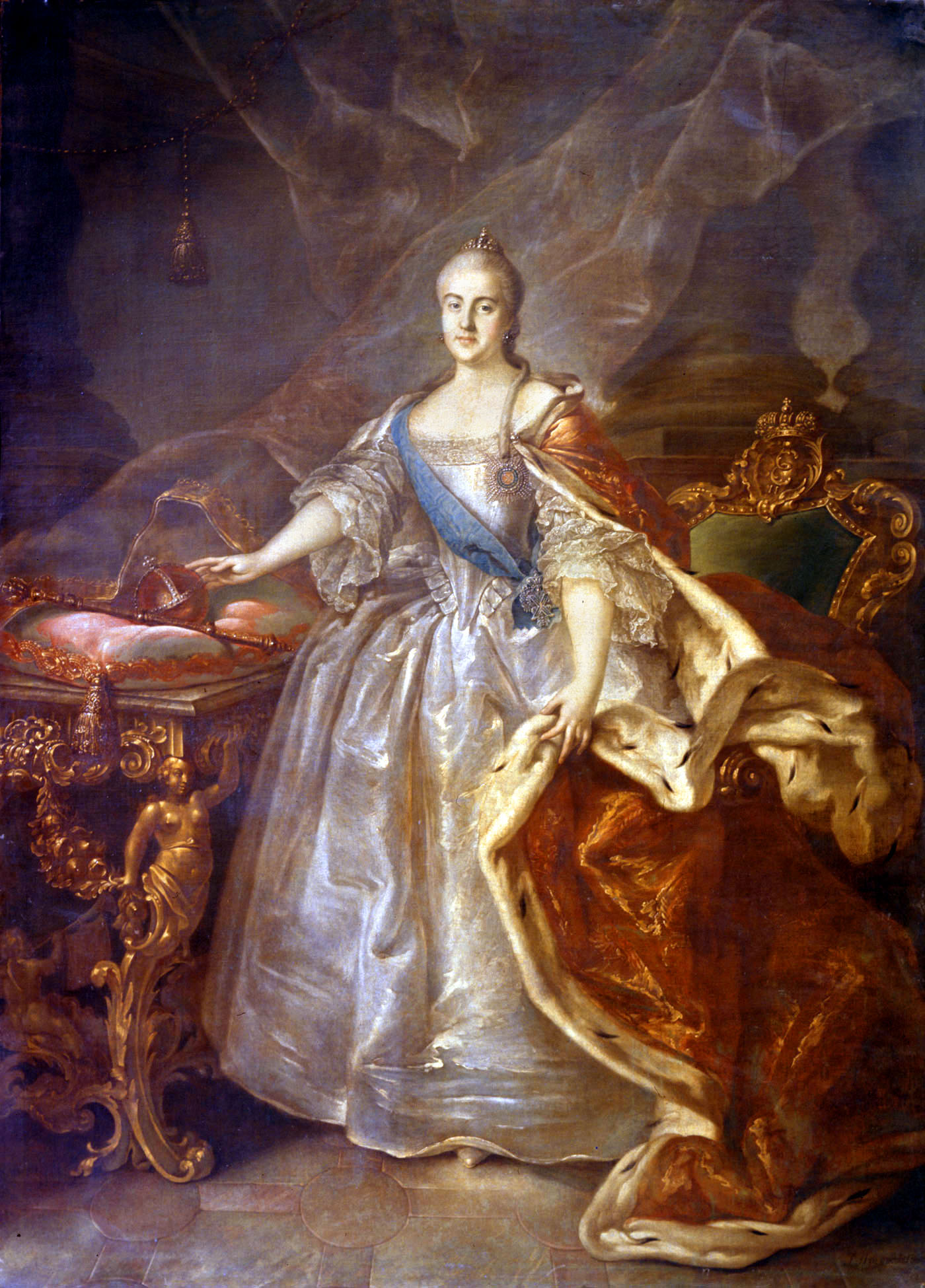
La zarina Caterina II di Russia con la fascia dell'Ordine di Sant'Andrea in un ritratto di Ivan Argunov (1727-1802)

Nel 1777, Caterina II di Russia commissionò un servizio da tavola di 30 pezzi per una spesa di circa 6000 rubli dell'epoca alla manifattura francese Gardner Merchant (creata nel 1766) in collaborazione con la fabbrica di porcellane Dmitrov del villaggio di Verbilki, appena fuori Mosca. Questo servizio da tavola di grande pregio artistico, venne utilizzato per le occasioni più importanti tra cui ricordiamo anche l'ascesa al trono di Nicola I nel XIX secolo. Su ogni piatto era presente l'insegna del collare dell'Ordine di Sant'Andrea per cui divenne anche noto col nome di "Servizio di Sant'Andrea".

### Paolo I

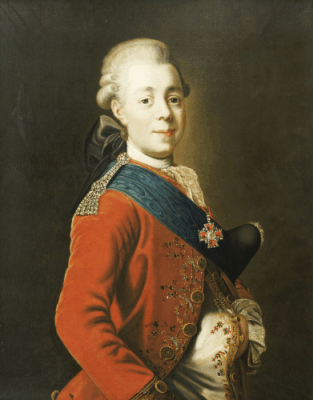
Ritratto dello zarevic Pavel Petrovitch di Russia con la fascia azzurra dell'Ordine di Sant'Andrea, (1777) dipinto di Alexander Roslin (1718-1793)

Il 17 aprile 1797, inoltre, lo zar Paolo I stabilì che tale onorificenza poteva essere concessa anche ai membri del clero in evidenza di grandi prove di onorabilità.
Nel 1798, sempre per volere dello zar, venne approvato anche l'abbigliamento ufficiale dell'Ordine sul modello di altri ordini europei. Esso consisteva in un mantello di velluto verde molto scuro foderato di panno bianco, con il colletto sulla cima broccato d'argento con cordone d'argento e le nappe del medesimo materiale. Sul lato sinistro del mantello era ricamata la stella dell'Ordine. L'abbigliamento sotto il mantello era di broccato bianco guarnito con galloni d'oro e riportante sul petto la croce di Sant'Andrea in oro. I pantaloni erano di cashmere, le calze di seta bianca, il cappello di velluto nero con piume bianche e rosse e una fascia color azzurro cielo.

#### La cattedrale dell'Ordine

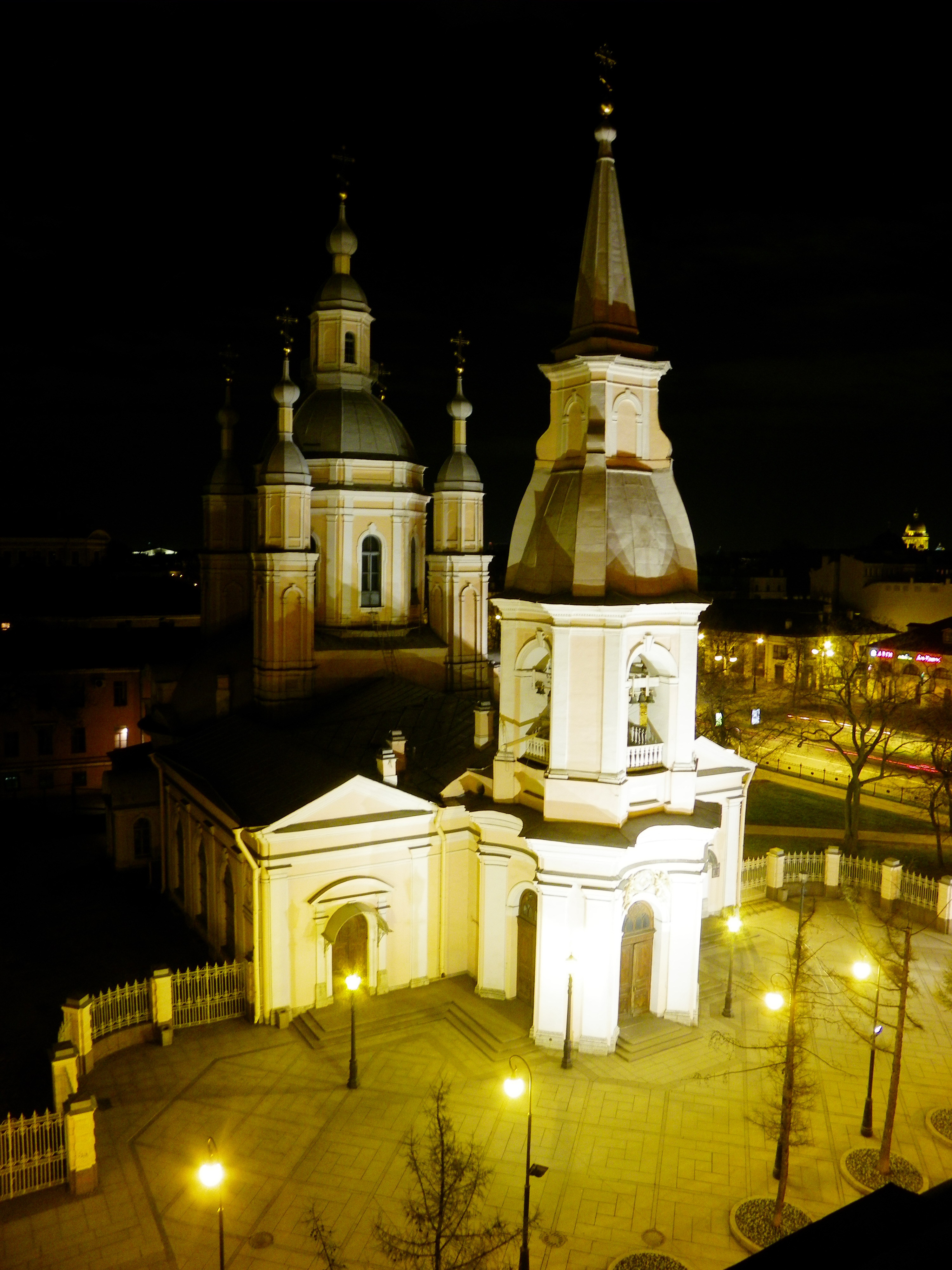
La cattedrale di Sant'Andrea sull'isola Vassilevski a San Pietroburgo, opera dell'architetto russo Alexandre Frantsevitch Vist (1722-1794)

Il giorno di Sant'Andrea (30 novembre), coloro che erano stati decorati dell'Ordine di Sant'Andrea prendevano parte tutti insieme ad una cerimonia tenutasi presso la cattedrale di Sant'Andrea, situata sull'isola Vasil'evskij sul delta della Neva a San Pietroburgo. L'officio divino veniva seguito da una grande cena di gala col servizio creato all'epoca del regno di Caterina II ed una festa da ballo.

### Alessandro I
Alessandro I di Russia decretò un nuovo regolamento concernente l'Ordine di Sant'Andrea. Egli stabilì che ogni cavaliere alla sua entrata nell'Ordine fosse obbligato a versare 800 rubli, somma sempre destinata alle opere benefiche ed al sostentamento dell'Ordine.
Sotto il regno di Alessandro I, la Russia imperiale conobbe anni prestigiosi di storia militare. La guerra patriottica del 1812 fu un periodo particolarmente importante anche per l'Ordine di Sant'Andrea e per i militari che si distinsero sui vari campi di battaglia delle Guerre napoleoniche.

#### Riavvicinamento alla Francia napoleonica (1807-1811)

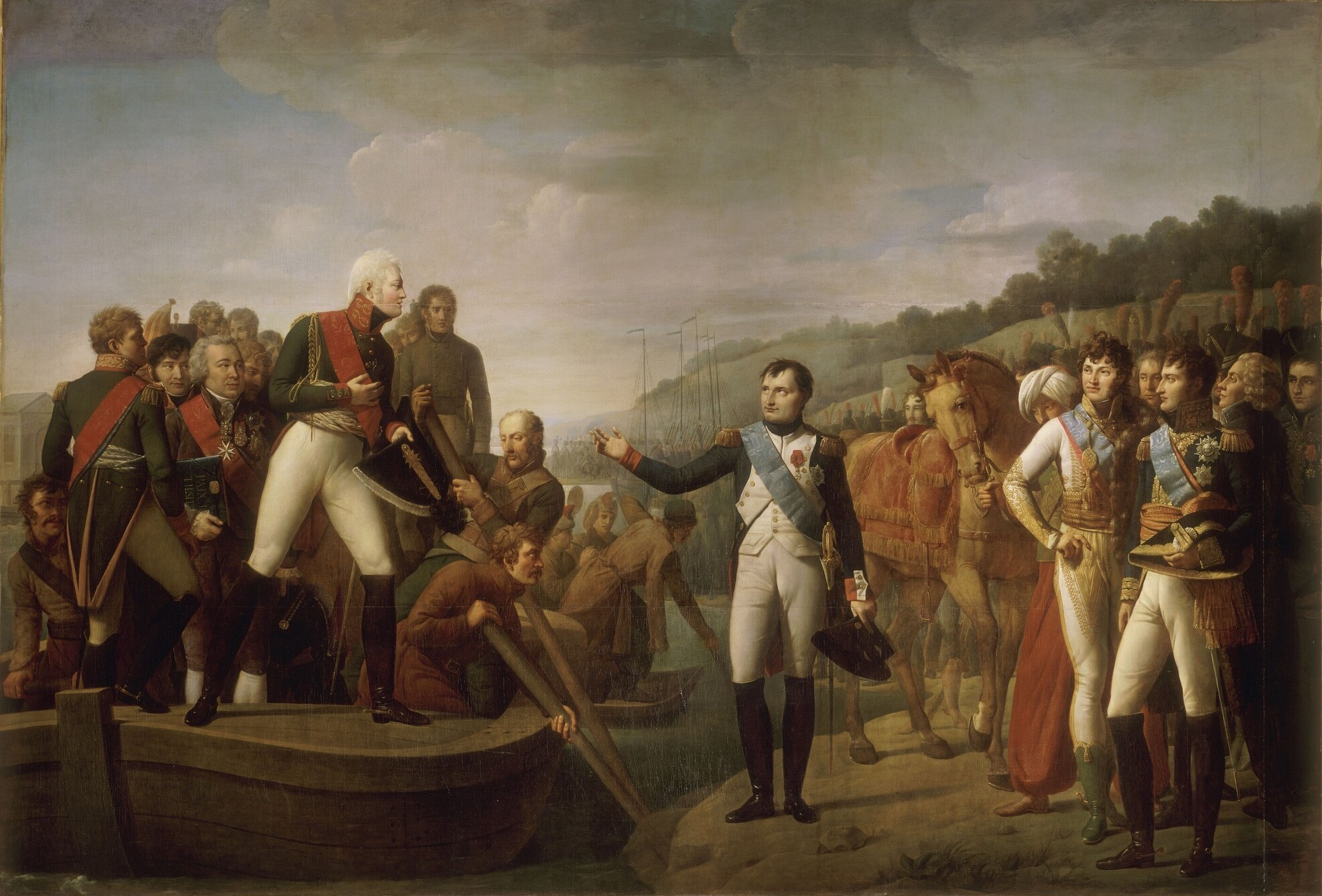
Napoleone I ed Alessandro I dopo la firma del trattato di Tilsitt (9 luglio 1807): si notino le rispettive decorazioni indossate dai monarchi (dipinto di Gioacchino Serangeli, 1810, Musée de l'Histoire de France (Versailles).

La sigla del Trattato di Tilsit il 9 luglio 1807, sulla riva sinistra del fiume Nemunas, tra Alessandro I e Napoleone fu l'occasione per un reciproco scambio di onorificenze, la Legion d'onore per lo zar russo ed il collare dell'Ordine di Sant'Andrea per l'imperatore dei francesi.
Durante il periodo di distensione compreso tra il 1807 ed il 1811 durante il quale lo zar Alessandro I si avvicinò per necessità alla politica della Francia napoleonica, diverse personalità dell'Impero francese vennero decorate dell'Ordine di Sant'Andrea:
- Girolamo Bonaparte, re di Vestfalia;
- Gioacchino Murat, re delle Due Sicilie e grand'ammiraglio di Francia;
- Charles-Maurice de Talleyrand-Périgord, principe di Benevento e diplomatico.
- Louis-Alexandre Berthier, principe di Neuchâtel e Wagram, vice-conestabile di Francia.
- Jean-Baptiste Nompère de Champagny, duca di Cadore, ministro degli esteri francese;
- Armand Augustin Louis de Caulaincourt, duca di Vicenza, generale di divisione, gran scudiero di Francia;
- Jean Lannes, generale francese

#### Eroi russi ed alleati contro i francesi (1812-1815)
Dal 1812 al 1814, diverse furono le personalità russe ed internazionali ad essere decorate dell'Ordine di Sant'Andrea per il loro impegno contro Napoleone e le sue armate. Il generale conte Levin August von Bennigsen ricevette la decorazione in diamanti.
Nel 1813, il principe ereditario Giorgio Federico Augusto di Hannover venne decorato del collare dell'Ordine e nel 1815, Alessandro I attribuì le insegne dell'Ordine ad Arthur Wellesley, duca di Wellington. Nel 1823 ne venne decorato anche François-René de Chateaubriand.

### Nicola I
Il collare dell'Ordine veniva concesso normalmente a tutti i cavalieri russi e la tradizione venne mantenuta anche col successore di Alessandro I, Nicola I, il quale però con decreto imperiale del 23 maggio 1842 predispose che le personalità straniere dovettero restituire le insegne dell'Ordine alla morte dell'insignito.
Nicola I si dimostrò innovativo anche quando con decreti firmati rispettivamente il 22 luglio 1845 ed il 27 ottobre 1846 permise l'attribuzione dell'Ordine di Sant'Andrea anche a personalità non appartenenti alla religione cristiana, con l'accorgimento però di sostituire l'insegna della croce di Sant'Andrea con un'aquila bicefala sulle medaglie dell'onorificenza.
Nel 1837, Nicola I prese la decisione di far costruire il nuovo palazzo imperiale presso l'antico Cremlino. L'architetto Konstantin Thon venne incaricato di progettare in tutto 700 sale per il nuovo complesso tra cui un'ala riservata all'imperatore ed ai membri della famiglia imperiale. Un grande scalone permetteva di accedere a cinque grandi saloni, ciascuno dedicato a un differente ordine di merito dell'Impero russo: una sala venne riservata all'Ordine di Sant'Andrea, una all'Ordine di Santa Caterina, una all'Ordine di San Vladimiro, una all'Ordine di Sant'Alexander Nevsky ed una all'Ordine militare di San Giorgio. La sala dedicata all'Ordine di Sant'Andrea, più grande delle altre, disponeva di una splendida venduta sul fiume Moscova

### Alessandro II

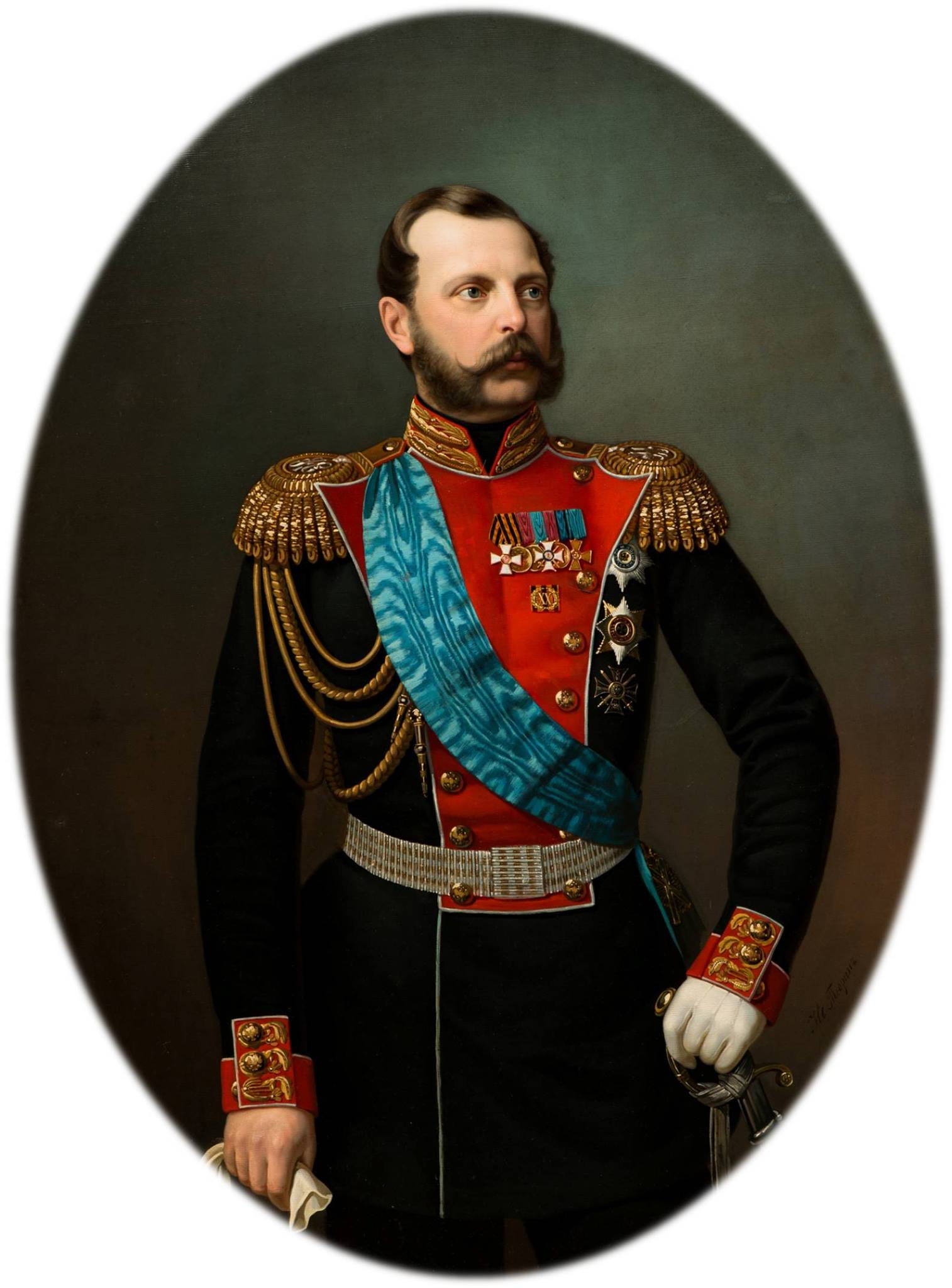
Lo zar Alessandro II di Russia con la fascia dell'Ordine di Sant'Andrea in un ritratto di metà Ottocento

Alessandro II modificò l'onorificenza di Sant'Andrea attribuita ai militari: il 5 agosto 1855, lo zar ordinò l'aggiunta di due spade incrociate sul nastrino delle personalità militari che avessero ricevuto l'onorificenza o per quanti avessero ottenuto l'onorificenza per meriti contratti sul campo di battaglia..
Il 5 agosto 1860, Alessandro II di Russia concesse l'onorificenza anche ad alcuni reggimenti che si fossero particolarmente distinti in battaglia, dotandoli di bandiere, stendardi e trombe di banderuole color blu (il colore del nastro dell'Ordine) bordata d'oro o d'argento a seconda dei casi..

### Nicola II e la fine dell'Impero russo

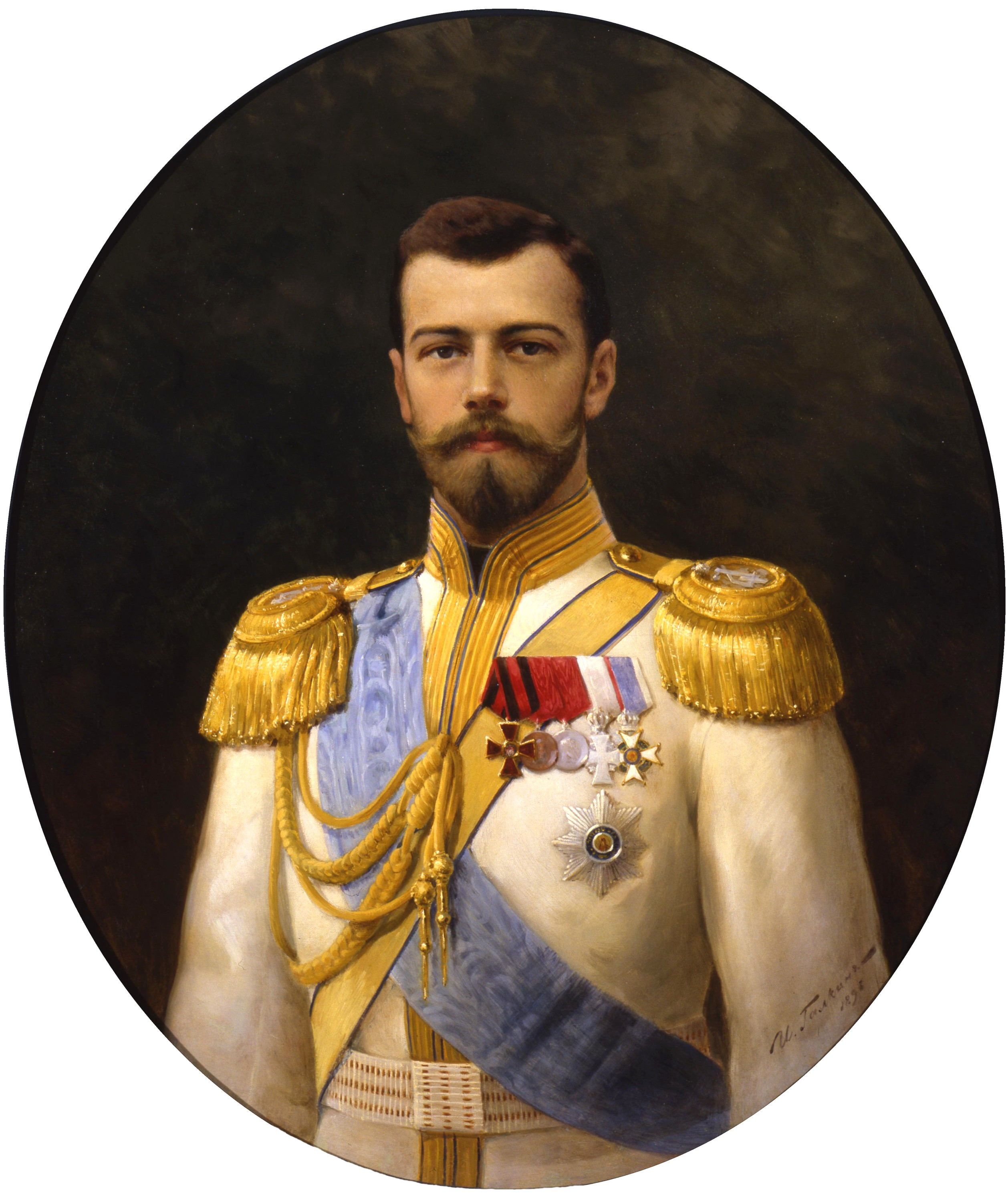
Lo zar Nicola II di Russia con la fascia dell'Ordine

Il 14 maggio 1896, nella cattedrale dell'Assunzione di Mosca, Nicola II di Russia si incoronò zar di tutte le Russie, ma fu durante proprio quella cerimonia, nel momento di conferimento dell'onorificenza di Sant'Andrea, che il sovrano cadde sul pavimento della cattedrale, fatto che da molti venne visto come un segno malaugurante per il suo regno, quasi a presagire i sanguinosi fatti della Rivoluzione che poi seguirono.
L'Ordine di Sant'Andrea continuò ad essere concesso dalla casa imperiale russa in esilio dopo il crollo dell'Impero russo ma de facto l'ordine non venne riconosciuto da parte dell'URSS. La prima nomina post-rivoluzionaria fu quella del principe Georgy Konstantinovich di Russia che raggiunse la maggiore età nell'aprile del 1923.

### Insigniti notabili

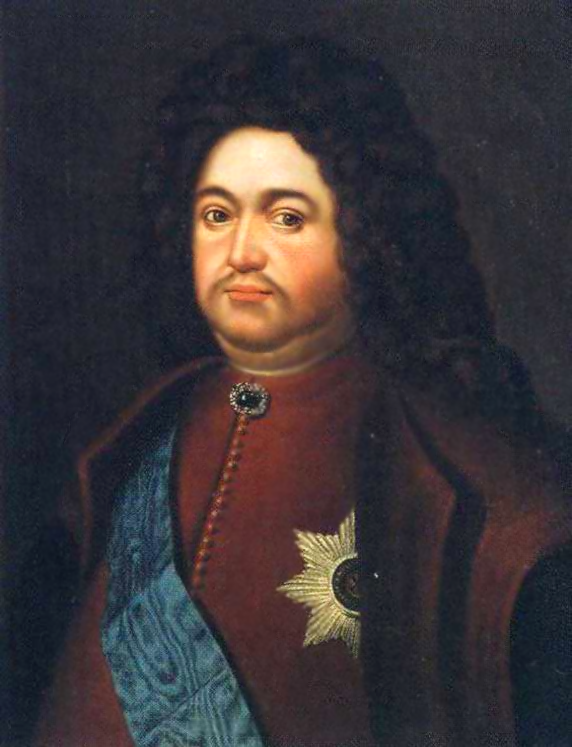
Conte Feodor Golovin
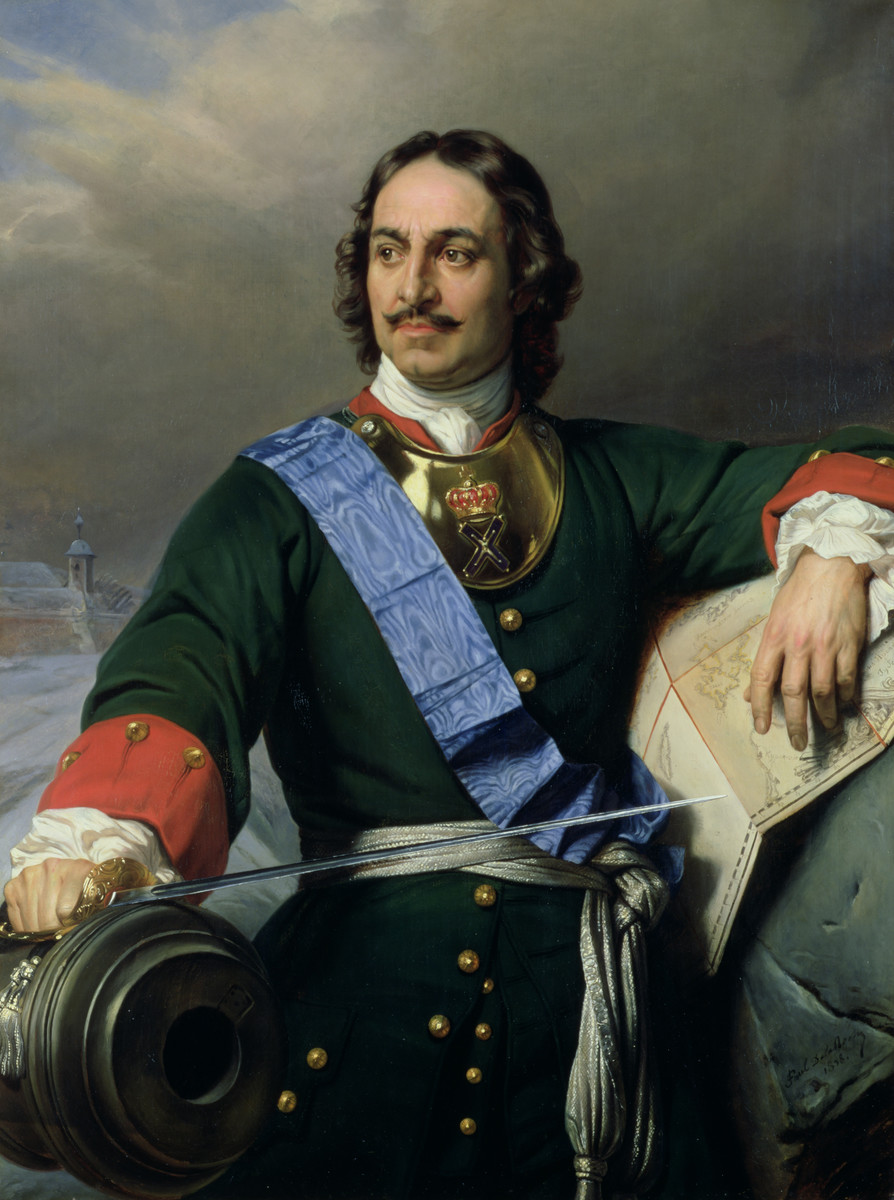
Zar Pietro il Grande
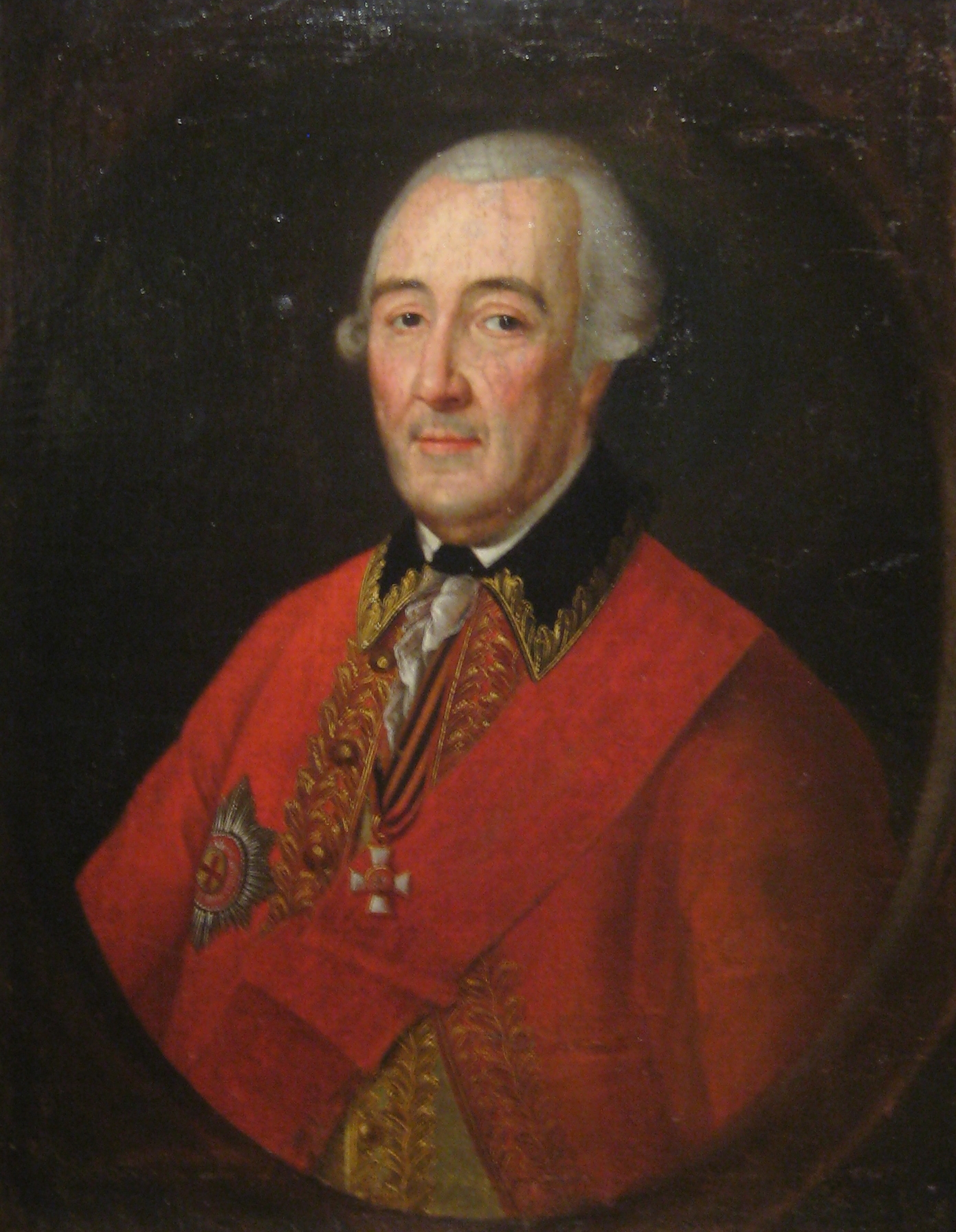
Generale Pëtr Ivanovič Melissino
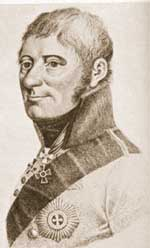
Generale Levin August von Bennigsen
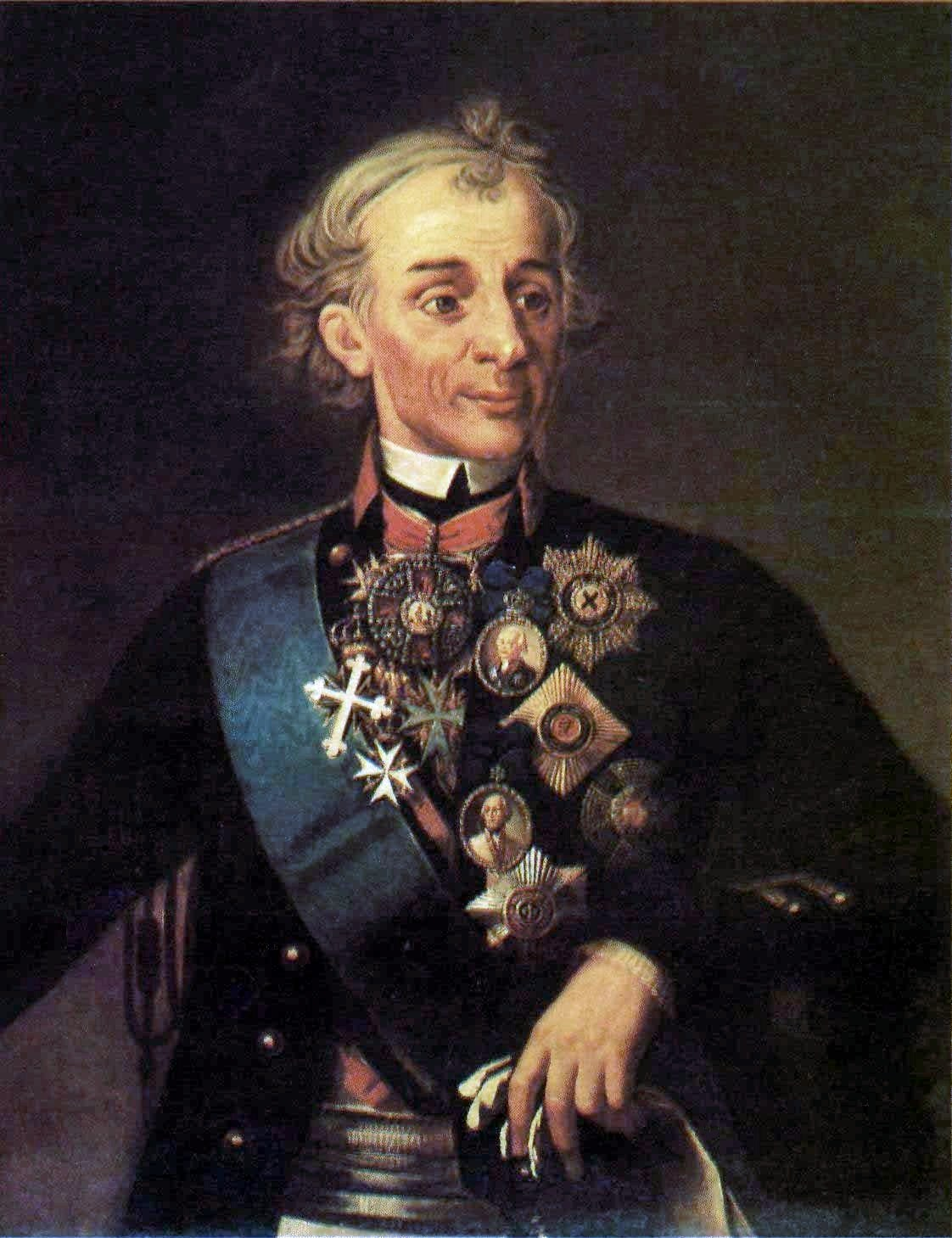
Generale Aleksandr Suvorov
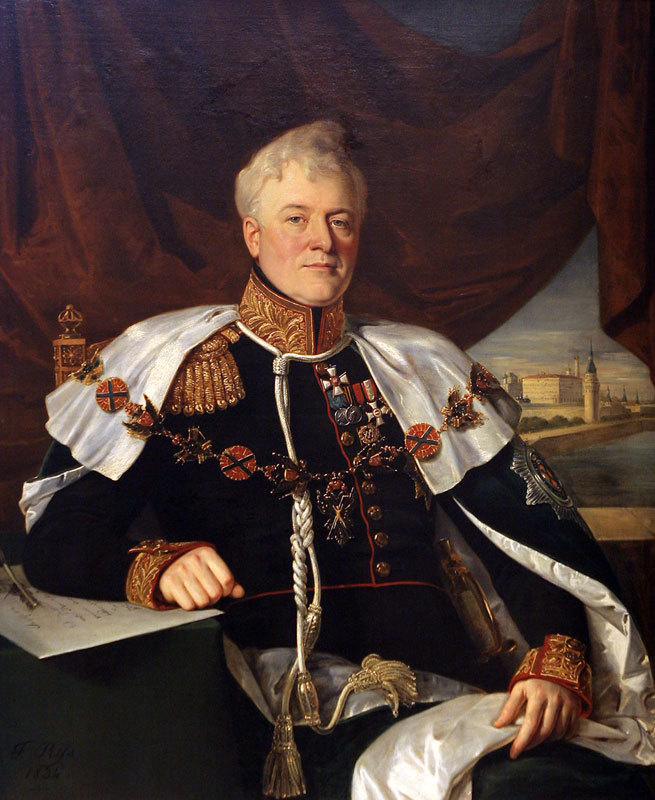
Principe Dmitrij Vladimirovič Golicyn

### L'Ordine nella Federazione Russa
Un ordine con il medesimo nome ma insegne e statuti differenti venne ufficiosamente fondato dalla chiesa ortodossa russa il 27 dicembre 1988. Dopo il definitivo crollo dell'URSS fu la stessa Federazione Russa dapprima a consentirne l'uso a civili e militari e poi ad accorparlo alle onorificenze di stato con decreto presidenziale n.757 del 1 giugno 1998, ponendolo in cima a tutte le onorificenze concesse dalla nazione russa così come era stato all'epoca degli zar. I criteri di assegnazione dell'Ordine sono stati modificati con decreto presidenziale n. 1099 del 7 settembre 2010 con l'intento di mantenerne l'esclusività della concessione.
L'Ordine viene ancora oggi concesso prevalentemente come in passato a capi di stato e personalità pubbliche del mondo delle scienze, della cultura, delle arti, dell'industria e della politica che abbiano collaborato grandemente nella promozione e nella gloria della Russia.
L'Ordine può essere concesso anche a capi di stato stranieri che abbiano conseguito particolari meriti di collaborazione con la Federazione Russa.
A differenza però dell'originaria istituzione imperiale, il moderno Ordine di Sant'Andrea non dispone di un proprio abito cerimoniale né di un regolamento stretto che ne disciplini il portamento. Il collare, la fascia e la stella dell'Ordine sono portate solo sull'uniforme o sull'abito da sera.

## Insigniti notabili

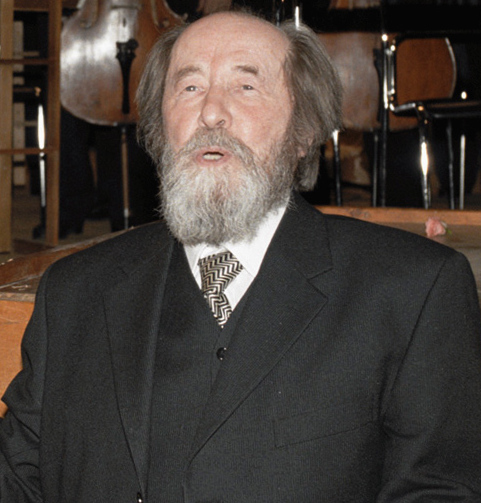
Aleksandr Solženicyn, scrittore
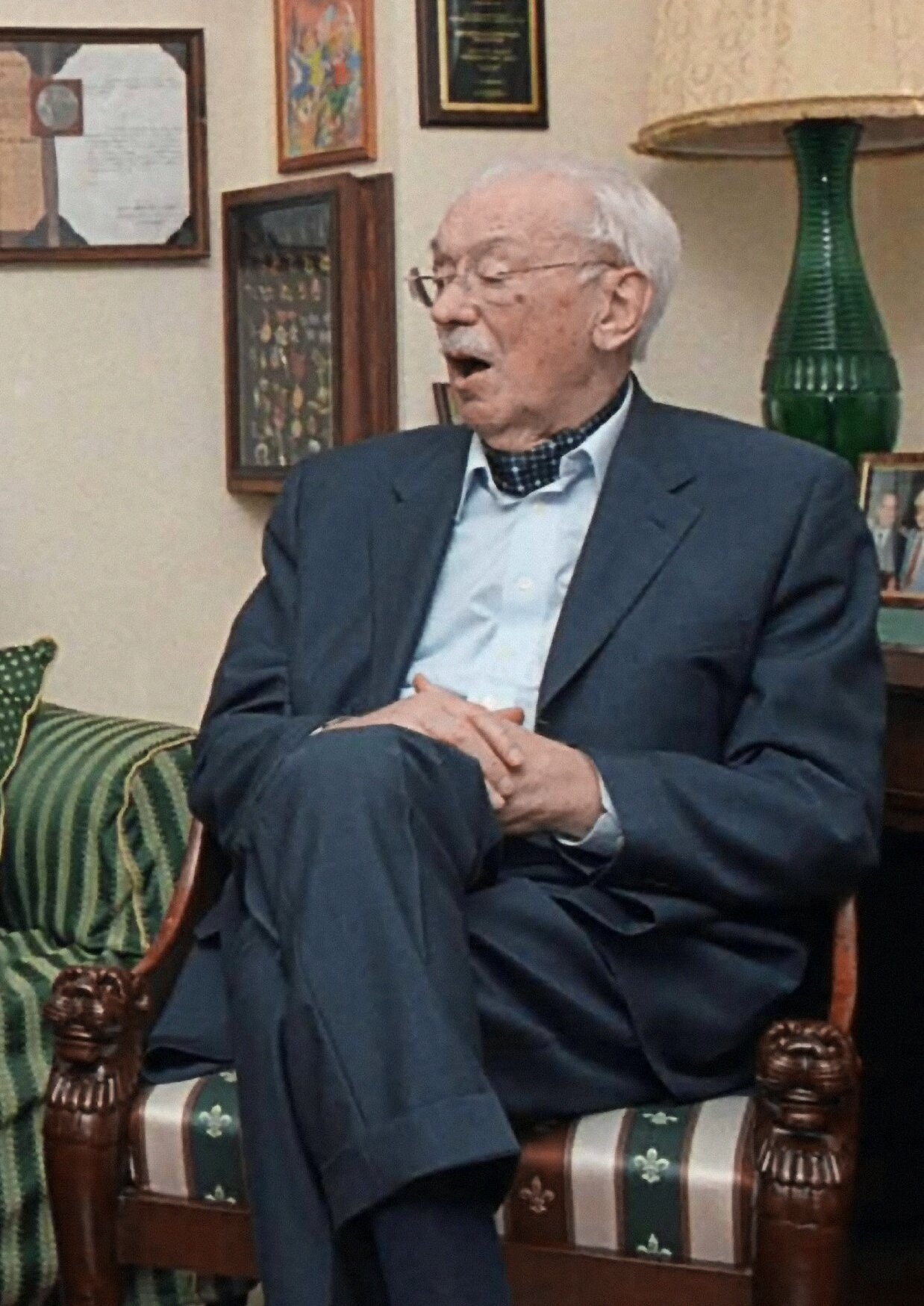
Sergej Michalkov, scrittore
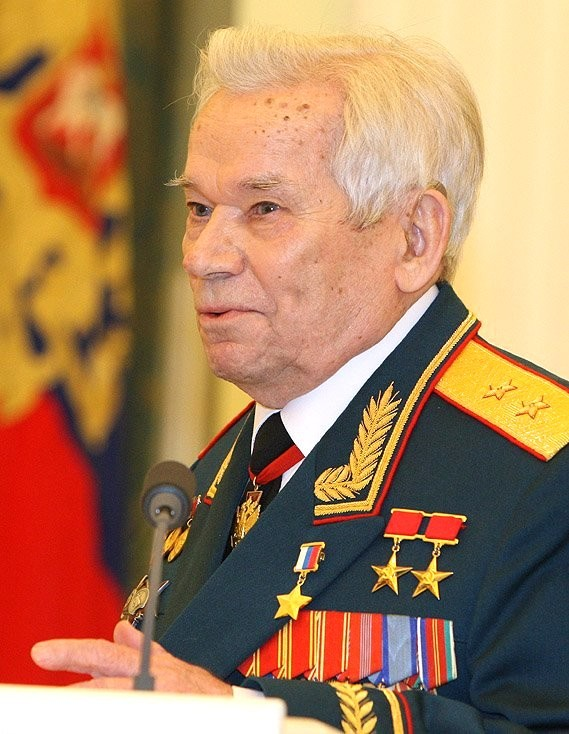
Michail Kalašnikov
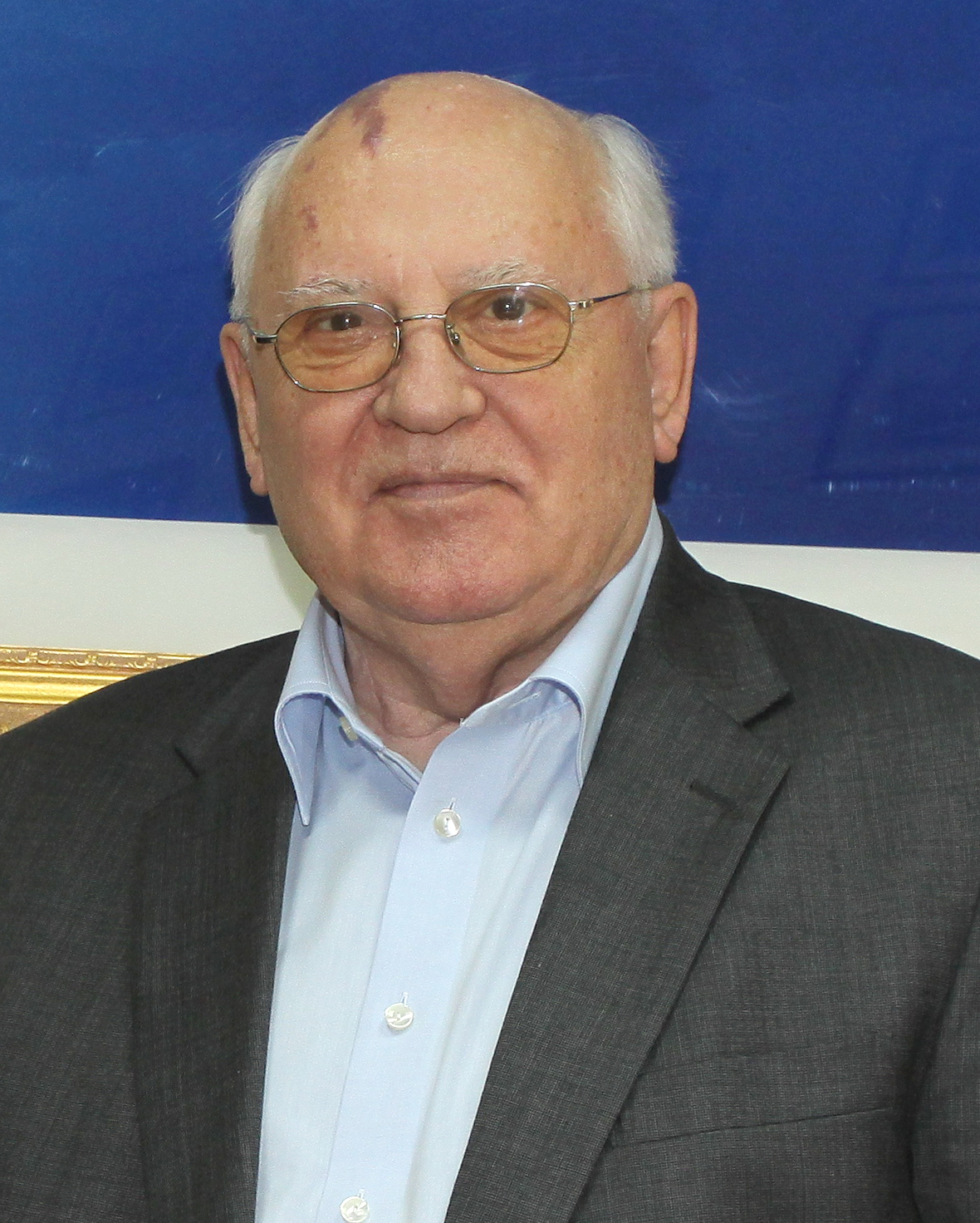
Michail Gorbačëv, ultimo segretario generale del CPSU
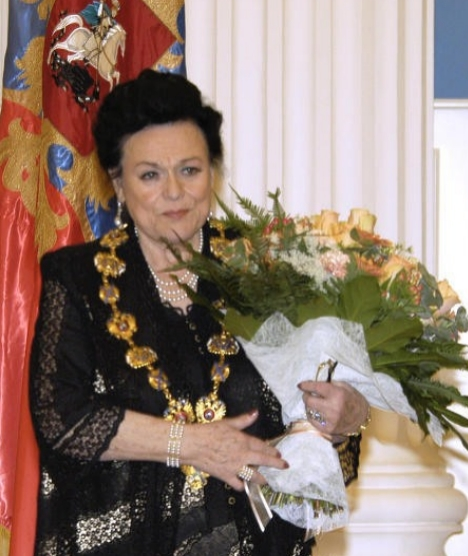
Ljudmila Zykina, cantante.
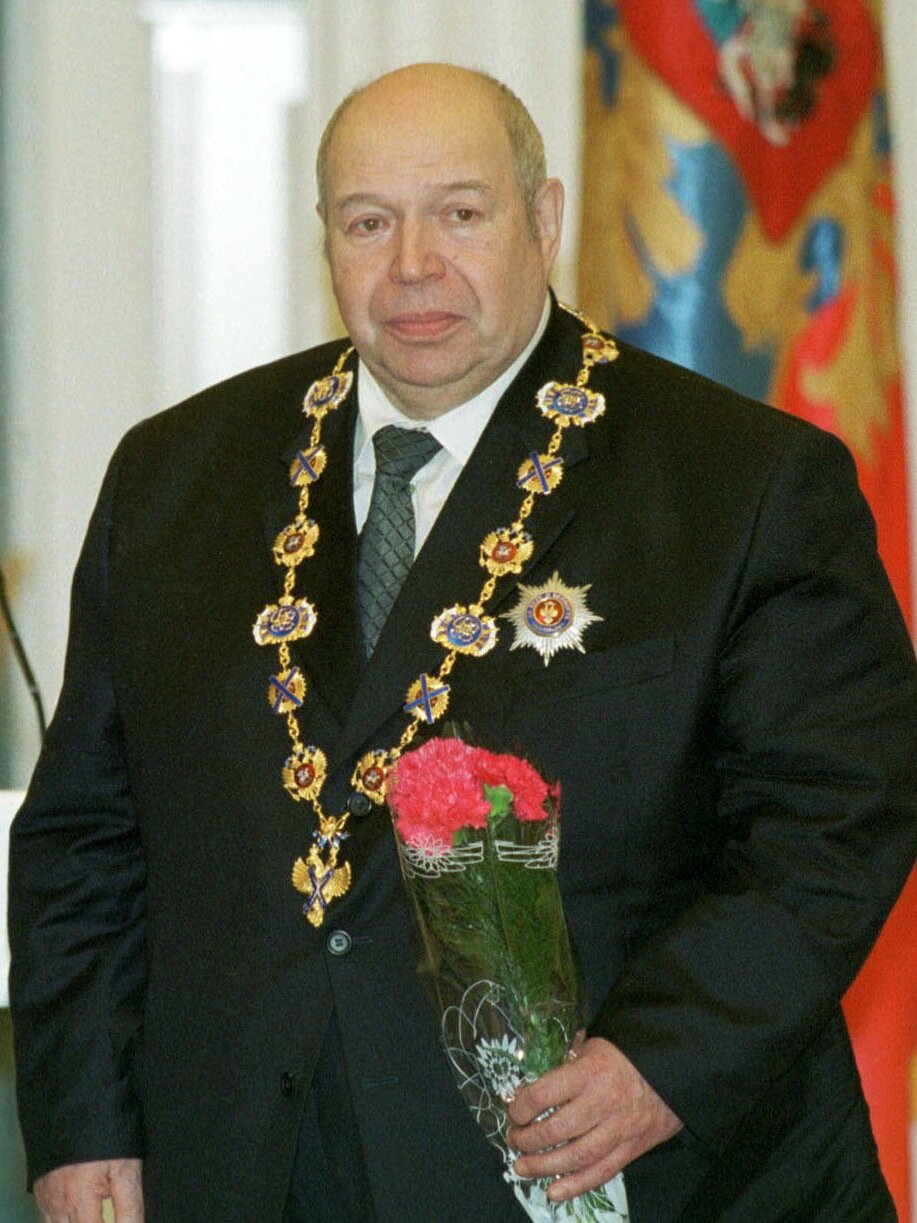
Valery Shumakov, padre del trapianto d'organi in Russia
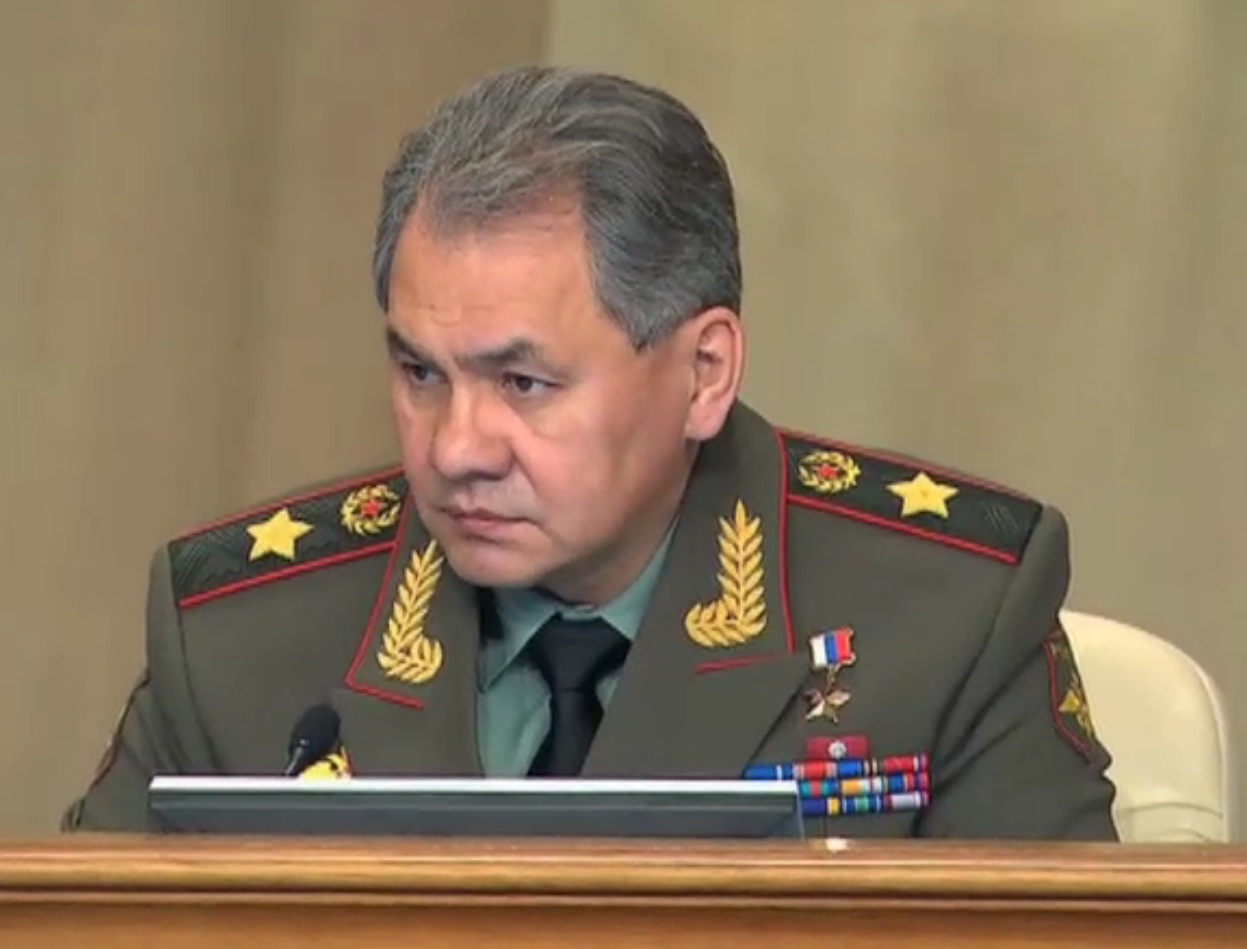
Sergej Šojgu, ministro della difesa russo
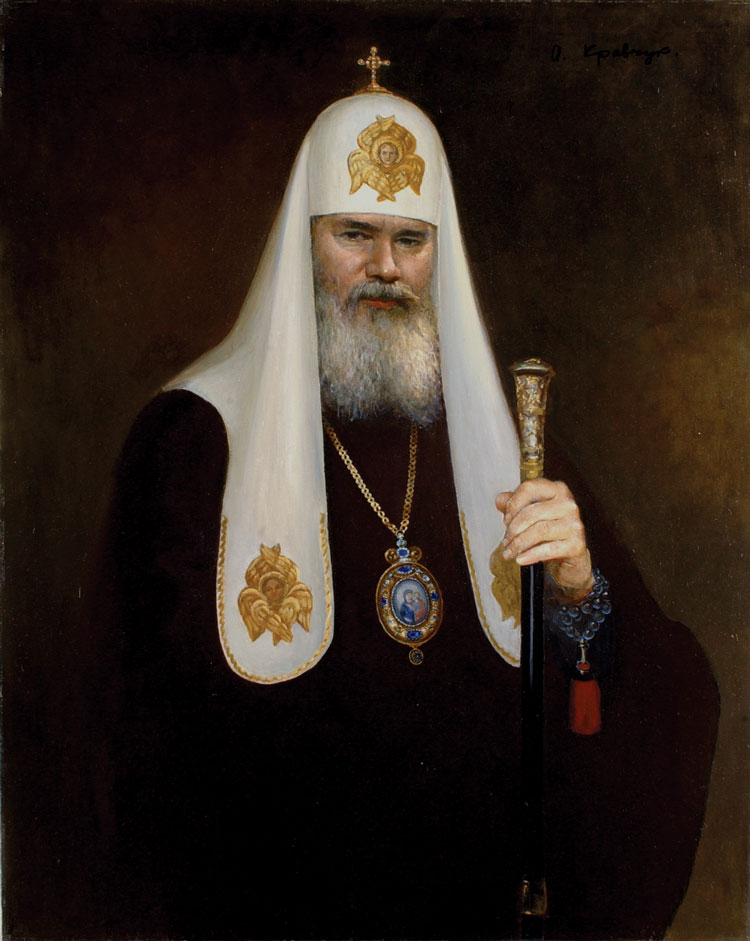
Alessio II, patriarca di Mosca
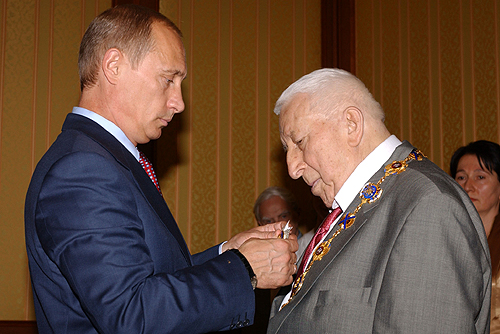
Rasul Gamzatov, poeta

## Insegne

### Insegne durante l'Impero russo

Modi di indossare le insegne dell'Ordine di Sant'Andrea

Le insegne dell'ordine durante il periodo imperiale consistevano in:
- La medaglia consisteva in un'aquila bicefala coronata e smaltata di nero portante sul petto una croce di Sant'Andrea smaltata di blu con sant'Andrea crocifisso su di essa in oro; su ciascuna delle braccia della croce si trova una lettera della sigla SAPR ("Sant'Andrea protettore della Russia").
- La stella era composta di una stella di otto punte che porta le medesime decorazioni della medaglia ed è attorniata da un anello smaltato di blu con in lettere dorate il motto dell'ordine "Per destino e lealtà" (in russo "Za Veru i Vernost"). Era portata sulla parte sinistra del petto.
- Il nastro era completamente azzurro-cielo.

L'insegna dell'ordine poteva anche essere concessa "con diamanti" come simbolo di speciale distinzione.
Il capitolo dell'Ordine aveva sede nella Cattedrale di Sant'Andrea a San Pietroburgo.

### Insegne durante la Federazione Russa
Il disegno delle insegne del moderno Ordine di Sant'Andrea sono cambiate di poco rispetto al disegno di epoca imperiale. Esse consistono in:
- La medaglia consisteva in un'aquila bicefala d'oro coronata, portante sul petto una croce di Sant'Andrea smaltata di blu con sant'Andrea crocifisso su di essa in oro; su ciascuna delle braccia della croce si trova una lettera della sigla SAPR ("Sant'Andrea protettore della Russia"). Essa era appesa al collare, portato a mo' di collana.
- La stella composta di una stella di otto punte che porta le medesime decorazioni della medaglia ed è attorniata da un anello smaltato di blu con in lettere dorate il motto dell'ordine "Per destino e lealtà" (in russo "Za Veru i Vernost"). È portata sulla parte sinistra del petto.
- Il nastro è stato variato di colore, passando dall'azzurro-cielo dell'epoca imperiale al moderno blu.

Inoltre i membri della divisione militare dell'Ordine portano due spade incrociate appena sotto la corona imperiale che spicca sopra le teste dell'aquila.
Come nella precedente decorazione zarista anche l'ordine di Sant'Andrea della Federazione Russia è concesso nella sola classe di cavaliere, con la differenza che esso può essere concesso anche alle donne col titolo di dama.